# Ophisma crocimacula
Ophisma crocimacula är en fjärilsart som beskrevs av Achille Guenée 1852. Ophisma crocimacula ingår i släktet Ophisma och familjen nattflyn. Inga underarter finns listade i Catalogue of Life.